# L'angelo delle Alpi
L'angelo delle Alpi è un film drammatico del 1957 diretto da Carlo Campogalliani, tratto dal romanzo d'appendice Rina, o l'angelo delle Alpi di Carolina Invernizio.

## Produzione
Il film è ascrivibile al filone dei melodrammi sentimentali, comunemente detto strappalacrime (poi ribattezzato neorealismo d'appendice dalla critica), che aveva riscosso molto successo negli anni del secondo dopoguerra (1945-1955) tra il pubblico italiano, ma che all'epoca dell'uscita del film era entrato nella sua fase calante.